# Данилин, Алексей Руфимович
Алексей Руфимович Данилин (25 декабря 1952, Свердловск) — доктор физико-математических наук, профессор, доцент, автор множества научных работ.
В 1975 году окончил математико-механический факультет Уральского государственного университета, в дальнейшем работал в Уральском государственном педагогическом университете: являлся старшим инженером-программистом, с 1978 по 1979 год — руководителем группы программистов Вычислительного центра; с 1979 по 1990 год — старшим преподавателем и доцентом кафедры математического анализа, с 1992 по 1998 год — заведующим кафедрой; с 1984 по 1987 год являлся деканом математического факультета.

## Биография
Родился 25 декабря 1952 года в Свердловске. В 1975 году окончил математико-механический факультет УрГУ, в дальнейшем работал в УГПУ: являлся старшим инженером-программистом, с 1978 по 1979 год — руководителем группы программистов Вычислительного центра; с 1979 по 1990 год — старшим преподавателем и доцентом кафедры математического анализа, с 1992 по 1998 год — заведующим кафедрой; с 1984 по 1987 год являлся деканом математического факультета.
С 1998 по 2002 год является доцентом и профессором кафедры вычислительных методов и уравнений математической физики УГПУ — УПИ. С 1998 года являлся старшим научным сотрудником, в дальнейшем ведущим научным сотрудником, заведующим отделом уравнений математической физики Института математики и механики УрО РАН. С 2002 года — профессор кафедры математического анализа и теории функций УФУ. Является автором множества научных работ.
Тематика математических исследований А. Р. Данилина связана с некорректными задачами, теорией управления и асимптотическими разложениями сингулярно возмущенных задач оптимального управления. Применяя метод согласования асимптотических разложений А. М. Ильина, Алексей Руфимович впервые построил полные асимптотические разложения решений важных классов бисингулярных задач теории оптимального управления, описываемые как системами обыкновенных дифференциальных уравнений, так и уравнениями в частных производных. Совместно с А. М. Ильиным показал отсутствие асимптотического разложения по рациональным функциям от малого параметра и логарифмов малого параметра у некоторых задач оптимального быстродействия, зависящих от малого параметра. В этих случаях была найдена полная асимптотика времени быстродействия, зависящая от малого параметра более сложным образом.

## Основные труды
- Danilin, A. R. Asymptotics of the solution of a singular optimal distributed control problem in a convex domain. (English. Russian original) Zbl 06908526 Proc. Steklov Inst. Math. 300, Suppl. 1, S72-S87 (2018); translation from Tr. Inst. Mat. Mekh. (Ekaterinburg) 22, No. 4, 128—142 (2016). MSC: 35 49
- Danilin, A. R.; Kovrizhnykh, O. O. Asymptotics of the optimal time in a time-optimal control problem with a small parameter. (English. Russian original) Zbl 1373.93223 Proc. Steklov Inst. Math. 297, Suppl. 1, S62-S71 (2017); translation from Tr. Inst. Mat. Mekh. (Ekaterinburg) 22, No. 1, 61-70 (2016). MSC: 93C70 93C05 93B60 49J99
- Danilin, A. R. A complete asymptotic expansion of a solution to a singular perturbation optimal control problem on an interval with geometric constraints. (English. Russian original) Zbl 1377.49018 Proc. Steklov Inst. Math. 296, Suppl. 1, S119-S127 (2017); translation from Tr. Inst. Mat. Mekh. (Ekaterinburg) 22, No. 1 (2016). Reviewer: Patrizia Pucci (Perugia) MSC: 49K15 49J15 93C70
- Danilin, A. R. Asymptotics of the solution in a problem of optimal boundary control of a flow through a part of the boundary. (English. Russian original) Zbl 1343.49006 Proc. Steklov Inst. Math. 292, Suppl. 1, S55-S66 (2016); translation from Tr. Inst. Mat. Mekh. (Ekaterinburg) 20, No. 4, 116—127 (2014). MSC: 49J20 35J15
- Danilin, A. R. Asymptotic expansion of a solution to a singular perturbation optimal control problem on an interval with integral constraint. (English. Russian original) Zbl 1336.49003 Proc. Steklov Inst. Math. 291, Suppl. 1, S66-S76 (2015); translation from Tr. Inst. Mat. Mekh. (Ekaterinburg) 20, No. 3, 76-85 (2014). MSC: 49J15
- Danilin, A. R.; Kovrizhnykh, O. O. Asymptotics of the optimal time in a time-optimal problem with two small parameters. (English. Russian original) Zbl 1321.49002 Proc. Steklov Inst. Math. 288, Suppl. 1, S46-S53 (2015); translation from Tr. Inst. Mat. Mekh. (Ekaterinburg) 20, No. 1, 92-99 (2014). MSC: 49J15 49K15 34H05 93C15 93C73 70Q05
- Danilin, A. R.; Korobitsyna, N. S. Asymptotic estimates for a solution of a singular perturbation optimal control problem on a closed interval under geometric constraints. (English. Russian original) Zbl 1302.49002 Proc. Steklov Inst. Math. 285, Suppl. 1, S58-S67 (2014); translation from Tr. Inst. Mat. Mekh. (Ekaterinburg) 19, No. 3, 104—112 (2013). MSC: 49J15 34H05
- Danilin, A. R.; Kovrizhnykh, O. O. Asymptotic representation of a solution to a singular perturbation linear time-optimal problem. (English. Russian original) Zbl 1286.49004 Proc. Steklov Inst. Math. 281, Suppl. 1, S22-S35 (2013); translation from Tr. Inst. Mat. Mekh. (Ekaterinburg) 18, No. 2, 67-79 (2012). MSC: 49J15 34H05 93C70 93C05 93C15
- Danilin, A. R.; Kovrizhnykh, O. O. Time-optimal control of a small mass point without environmental resistance. (English. Russian original) Zbl 1276.49003 Dokl. Math. 88, No. 1, 465—467 (2013); translation from Dokl. Akad. Nauk, 451, No. 6, 612—614 (2013). MSC: 49J15 49K15 34H05 70Q05
- Danilin, A. R.; Zorin, A. P. Asymptotic expansion of solutions to optimal boundary control problems. (English. Russian original) Zbl 1229.49030 Dokl. Math. 84, No. 2, 665—668 (2011); translation from Dokl. Akad. Nauk 440, No. 4, 449—452 (2011). MSC: 49M30
- Danilin, A. R.; Parysheva, Yu. V. On the asymptotics of the optimal value of the performance functional in a linear optimal control problem. (English. Russian original) Zbl 1230.49037 Differ. Equ. 47, No. 4, 560—570 (2011); translation from Differ. Uravn. 47, No. 4, 560—570 (2011). MSC: 49N60 93C05 34H05 49M30
- Danilin, A. R.; Kovrizhnykh, O. O. Asymptotics of the optimal time in a singular perturbed linear time-optimal problem. (English. Russian original) Zbl 1251.49002 Proc. Steklov Inst. Math. 271, Suppl. 1 (2010, Suppl. 3), 53-65 (2010); translation from Tr. Inst. Mat. Mekh. (Ekaterinburg) 16, No. 1 (2010). MSC: 49J15 93C70 93C05
- Danilin, A. R.; Zorin, A. P. Asymptotics of a solution to an optimal boundary control problem. (English. Russian original) Zbl 1251.49003 Proc. Steklov Inst. Math. 269, Suppl. 1 (2010, Suppl. 2), 81-94 (2010); translation from Tr. Inst. Mat. Mekh. (Ekaterinburg) 15, No. 4 (2009). MSC: 49J20 35J25
- Il’in, A. M.; Danilin, A. R. Asymptotic methods in analysis. ({\cyr Asimptoticheskie metody v analize}.) (Russian) Zbl 1211.34003 Moskva: Fizmatlit (ISBN 978-5-9221-1056-3/hbk). 248 p. (2009). Reviewer: E. V. Shchetinina (Samara) MSC: 34-02 34E05 34E10 34E20 44A10
- Danilin, A. R.; Parysheva, Yu. V. Asymptotics of the optimal cost functional in a linear optimal control problem. (English. Russian original) Zbl 1190.49039 Dokl. Math. 80, No. 1, 478—481 (2009); translation from Dokl. Akad. Nauk, Ross. Akad. Nauk 427, No. 2, 151—154 (2009). MSC: 49M30 90C25
- Danilin, A. R.; Kovrizhnykh, O. O. On the asymptotics of the solution of a system of linear equations with two small parameters. (English. Russian original) Zbl 1170.34039 Differ. Equ. 44, No. 6, 757—767 (2008); translation from Differ. Uravn. 44, No. 6, 738—747 (2008). Reviewer: Vasile Dragan (Bucureşti) MSC: 34E05 34E15 34E13 34A12 34A30
- Danilin, A. R.; Parysheva, Yu. V. The asymptotics of the optimal value of the performance functional in a linear optimal control problem in the regular case. (English. Russian original) Zbl 1236.49079 Proc. Steklov Inst. Math. 259, Suppl. 2, S83-S94 (2007); translation from Tr. Inst. Mat. Mekh. (Ekaterinburg) 13, No. 2 (2007). MSC: 49N60 34H05
- Danilin, A. R. Asymptotic behavior of the solution to the Cauchy problem for a Hamilton-Jacobi equation depending on a small parameter. (Asymptotic behavior of the solution to the Cauchy problem for a Hamilton-Jacoby equation depending on a small parameter.) (English. Russian original) Zbl 1327.35067 Dokl. Math. 73, No. 2, 214—216 (2006); translation from Dokl. Akad. Nauk, Ross. Akad. Nauk 407, No. 3, 304—306 (2006). MSC: 35F25 35B25 35C20
- Danilin, A. R. Asymptotics of the optimal value of the performance functional for a rapidly stabilizing indirect control in the regular case. (English. Russian original) Zbl 1131.49020 Differ. Equ. 42, No. 11, 1545—1552 (2006); translation from Differ. Uravn. 42, No. 11, 1473—1480 (2006). MSC: 49K40 93C73
- Danilin, A. R. Approximation of a singularly perturbed elliptic optimal control problem with geometric constraints on the control. (English) Zbl 1122.49304 Danilin, A. R. (ed.), Asymptotic expansions, approximation theory, topology. Transl. from the Russian. Moscow: Maik Nauka / Interperiodica. Proceedings of the Steklov Institute of Mathematics 2003, Suppl. 1, S45-S53 (2003). MSC: 49K40 35J25 49J20 93C70 49M30
- Danilin, A. R. (ed.) Asymptotic expansions, approximation theory, topology. Transl. from the Russian. (English) Zbl 1116.35001 Proceedings of the Steklov Institute of Mathematics 2003, Suppl. 1. Moscow: Maik Nauka / Interperiodica. 208 p. (2003). MSC: 35-06 00B15
- Il’in, A. M.; Danilin, A. R.; Zakharov, S. V. Application of the concordance method of asymptotic expansions to solving boundary-value problems. (English) Zbl 1084.35008
- J. Math. Sci., New York 125, No. 5, 610—657 (2005); translation from Sovrem. Mat. Prilozh. 5, Asimptot. Metody Funkts. Anal., 33-78 (2003). Reviewer: Jiaqi Mo (Wuhu) MSC: 35B25 35J20 35K55 35C20
- Danilin, A. R. Asymptotic behaviour of solutions of a singular elliptic system in a rectangle. (English. Russian original) Zbl 1071.35045 Sb. Math. 194, No. 1, 31-61 (2003); translation from Mat. Sb. 194, No. 1, 31-60 (2003). Reviewer: Uldis Raitums (Riga) MSC: 35J55 35B40 35C20 35B27
- Danilin, A. R. Approximation of a singularly perturbed elliptic problem of optimal control. (English. Russian original) Zbl 0983.49018 Sb. Math. 191, No. 10, 1421—1431 (2000); translation from Mat. Sb. 191, No. 10, 3-12 (2000). Reviewer: Uldis Raitums (Riga) MSC: 49K20 35B25 35B37 93C20 49K40
- Danilin, A. R. Asymptotics of controls for a singular elliptic problem. (English. Russian original) Zbl 1080.49502 Dokl. Math. 60, No. 3, 357—360 (1999); translation from Dokl. Akad. Nauk, Ross. Akad. Nauk 369, No. 3, 305—308 (1999). MSC: 49K40 35B37 35J70
- Danilin, A. R.; Il’in, A. M. On the structure of the solution of a perturbed time-optimal control problem. (Russian. English summary) Zbl 0967.49001 Fundam. Prikl. Mat. 4, No. 3, 905—926 (1998). MSC: 49J15 49J40 49N60
- Danilin, A. R. Asymptotic behaviour of bounded controls for a singular elliptic problem in a domain with a small cavity. (English. Russian original) Zbl 0934.49017 Sb. Math. 189, No. 11, 1611—1642 (1998); translation from Mat. Sb. 189, No. 11, 27-60 (1998). Reviewer: U.Raitums (Riga) MSC: 49K20 35C20 35B37
- Danilin, A. R.; Il’in, A. M. The asymptotical behavior of the solution to the time-optimal problem for a linear system under perturbation of initial data. (English. Russian original) Zbl 0911.93042 Dokl. Math. 54, No. 2, 673—675 (1996); translation from Dokl. Akad. Nauk, Ross. Akad. Nauk 350, No. 2, 155—157 (1996). Reviewer: W.Hejmo (Kraków) MSC: 93C73 49N05 49J15 93C05
- Danilin, A. R. On the regularization of nonlinear control problems with perturbed constraints. (English. Russian original) Zbl 0889.49021 Russ. Math. 40, No. 8, 32-36 (1996); translation from Izv. Vyssh. Uchebn. Zaved., Mat. 1996, No. 8(411), 34-38 (1996). MSC: 49M30
- Danilin, A. R.; Il’in, A. M. The asymptotics of the solution of a time-optimal problem with perturbed initial conditions. (English. Russian original) Zbl 0842.49024 J. Comput. Syst. Sci. Int. 33, No. 6, 67-74 (1995); translation from Izv. Ross. Akad. Nauk, Tekh. Kibern. 1994, No. 3, 96-103 (1994). MSC: 49N05 49J15 49K15
- Danilin, A. R. Regularization of a control problem with uncertainty for a dynamical system in a Hilbert space. (English. Russian original) Zbl 0824.93034 Differ. Equations 30, No. 1, 160—163 (1994); translation from Differ. Uravn. 30, No. 1, 172—174 (1994). Reviewer: V.Chernyatin (Szczecin) MSC: 93C25 93B03 49N30 93C05 93C41 93C73
- Danilin, A. R. Regularization of the control problem with constrained state. (English. Russian original) Zbl 0789.49025 Russ. Math. 36, No. 2, 24-28 (1992); translation from Izv. Vyssh. Uchebn. Zaved., Mat. 1992, No. 2(357), 24-28 (1992). MSC: 49N60 49K27
- Gustomesov, V. A.; Danilin, A. R. Differential equations. Textbook. (Differentsial’nye uravneniya. Uchebnoe posobie.) (Russian) Zbl 0773.34002 Sverdlovsk: Sverdlovskij Gosudarstvennyj Pedagogicheskij Institut, 88 p. (1990). Reviewer: Yu.V.Rogovchenko (Kiev) MSC: 34-01
- Danilin, A. R. Stability of regularization methods for problems of control with respect to finite-dimensional approximations. (Russian) Zbl 0800.49067 Studies in functional analysis and topology, Collect. Sci. Works, Sverdlovsk, 34-43 (1990). MSC: 49N60
- Danilin, A. R. Regularization of a control problem under conditions of uncertainty. (Russian) Zbl 0634.93033 Some questions of operator theory, Collect. sci. Works, Sverdlovsk 1987, 20-28 (1987). Reviewer: A.Vaněček MSC: 93C05 34A12 90C15 93C15
- Danilin, A. R. Order-optimal estimates of finite-dimensional approximations of solutions of ill-posed problems. (English) Zbl 0597.47044 U.S.S.R. Comput. Math. Math. Phys. 25, No. 4, 102—106 (1985). MSC: 47J25 65J15
- Danilin, A. R. On estimates optimal with respect to the order of finite-dimensional approximations of solutions of ill-posed problems. (Russian) Zbl 0585.47053 Zh. Vychisl. Mat. Mat. Fiz. 25, No. 8, 1123—1130 (1985). Reviewer: J.Kalinowski MSC: 47J25 65J15
- Danilin, A. R.; Tanana, V. P. Necessary and sufficient conditions for the approximations of linear ill- posed problems in a Hilbert space to converge. (English) Zbl 0601.65037 U.S.S.R. Comput. Math. Math. Phys. 24, No. 3, 5-9 (1984). MSC: 65J10 47A50
- Danilin, A. R.; Tanana, V. P. Necessary and sufficient conditions for convergence of approximations of linear ill-posed problems in Hilbert space. (Russian) Zbl 0562.65034 Zh. Vychisl. Mat. Mat. Fiz. 24, No. 5, 633—639 (1984). Reviewer: G.Vainikko MSC: 65J10 47A50
- Danilin, A. R.; Korzunin, L. G. On the duality of discrete approximations. (Russian) Zbl 0599.41054 Issledovanie Operatornykh Uravnenij v Funktsional’nykh Prostranstvakh, Mat. Zap. 12, No. 4, 39-45 (1983). MSC: 41A65
- Danilin, A. R. Necessary and sufficient conditions for the convergence of finite- dimensional approximations of the discrepancy method. (English) Zbl 0559.65036 U.S.S.R. Comput. Math. Math. Phys. 22, No. 4, 231—235 (1982). MSC: 65J10 47A50
- Danilin, A. R. Necessary and sufficient conditions for the convergence of finite- dimensional approximations of the residual method. (Russian) Zbl 0536.65037 Zh. Vychisl. Mat. Mat. Fiz. 22, 994—997 (1982). Reviewer: O.Vaarmann MSC: 65J10 47A50
- Tanana, V. P.; Danilin, A. R. Necessary and sufficient conditions for convergence of finite-dimensional approximations of regularized solutions. (English. Russian original) Zbl 0535.41039 Sov. Math., Dokl. 25, 841—842 (1982); translation from Dokl. Akad. Nauk SSSR 264, 1094—1096 (1982). Reviewer: W.Krabs MSC: 41A65 47A55 47A50 65J10 65M30
- Danilin, A. R. On convergence conditions for finite-dimensional approximations of a difference method. (English) Zbl 0464.65029 Sov. Math. 24, No. 11, 41-44 (1980). MSC: 65J10 47A50
- Danilin, A. R. Über Bedingungen für die Konvergenz endlichdimensionaler Approximationen bei der Residuenmethode. (Russian) Zbl 0457.65039 Izv. Vyssh. Uchebn. Zaved., Mat. 1980, No. 11(222), 38-40 (1980). MSC: 65J10 47A50
- Danilin, A. R. On the beta-stability of A. N. Tikhonov’s regularization method for solving implicit operator equations of the first kind. (Russian) Zbl 0518.65030 Studies in functional analysis, Interuniv. thematic Collect. Artic., Sverdlovsk 1978, 15-31 (1978). MSC: 65J10
- Tanana, V. P.; Danilin, A. R. Optimization of regularization algorithms in the solution of incorrectly posed problems. (English) Zbl 0366.65026 Differ. Equations 12(1976), 937—939 (1977). MSC: 65J05 65M30 35R25
- Tanana, V. P.; Danilin, A. R. Über die Optimalitaet regularisierender Algorithmen bei der Lösung inkorrekter Probleme. (Russian) Zbl 0334.65073 Differ. Uravn. 12, 1323—1326 (1976). MSC: 65M30 35R25 65R20
- Danilin, A. R.; Tanana, V. P. Über die Konvergenz von Projektionsmethoden zur Lösung linearer inkorrekter Probleme. (Russian) Zbl 0435.47021 Mat. Zap., Sverdl. 9, No. 4, 3-13 (1975). MSC: 47A50 65J10 45B05 49M15

## Публикации
- Асимптотическое разложение решения сингулярно возмущенной задачи оптимального управления с малым коэффициентом коэрцитивности; А. Р. Данилин; Тр. ИММ УрО РАН, 24:3 (2018), 51-61;
- Об одной сингулярно возмущенной задаче быстродействия с двумя малыми параметрами; А. Р. Данилин, О. О. Коврижных; Тр. ИММ УрО РАН, 24:2 (2018), 76-92;
- Асимптотика решения одной сингулярно возмущенной задачи о быстродействии; А. Р. Данилин, О. О. Коврижных; Тр. ИММ УрО РАН, 23:2 (2017), 67-76;
- Екатеринбургское наследие Арлена Михайловича Ильина; А. Р. Данилин, С. В. Захаров, О. О. Коврижных, Е. Ф. Леликова, И. В. Першин, О. Ю. Хачай; Тр. ИММ УрО РАН, 23:2 (2017), 42-66;
- Асимптотика решения сингулярной задачи оптимального распределенного управления в выпуклой области; А. Р. Данилин; Тр. ИММ УрО РАН, 23:1 (2017), 128—142;
- Асимптотика решения одной задачи о быстродействии с малым параметром; А. Р. Данилин, О. О. Коврижных; Тр. ИММ УрО РАН, 22:1 (2016), 61-70;
- Полное асимптотическое разложение решения сингулярно возмущенной задачи оптимального управления на отрезке с геометрическими ограничениями; А. Р. Данилин; Тр. ИММ УрО РАН, 22:1 (2016), 52-60;
- Асимптотика оптимального времени в одной задаче о быстродействии с малым параметром; А. Р. Данилин, О. О. Коврижных; Тр. ИММ УрО РАН, 21:1 (2015), 71-80;
- Асимптотика решения задачи оптимального граничного управления потоком через часть границы; А. Р. Данилин; Тр. ИММ УрО РАН, 20:4 (2014), 116—127;
- Асимптотическое разложение решения сингулярно возмущенной задачи оптимального управления на отрезке с интегральным ограничением; А. Р. Данилин; Тр. ИММ УрО РАН, 20:3 (2014), 76-85;
- Асимптотика оптимального времени в задаче о быстродействии с двумя малыми параметрами; А. Р. Данилин, О. О. Коврижных; Тр. ИММ УрО РАН, 20:1 (2014), 92-99;
- Асимптотические оценки решения сингулярно возмущенной задачи оптимального управления на отрезке с геометрическими ограничениями; А. Р. Данилин, Н. С. Коробицына; Тр. ИММ УрО РАН, 19:3 (2013), 104—112;
- Асимптотика решения задачи оптимального граничного управления в ограниченной области; А. Р. Данилин, А. П. Зорин; Тр. ИММ УрО РАН, 18:3 (2012), 75-82;
- Асимптотическое представление решения сингулярно возмущенной линейной задачи быстродействия; А. Р. Данилин, О. О. Коврижных; Тр. ИММ УрО РАН, 18:2 (2012), 67-79;
- Оптимальное граничное управление в области с малой полостью; А. Р. Данилин; Уфимск. матем. журн., 4:2 (2012), 87-100;
- О зависимости задачи быстродействия для линейной системы от двух малых параметров; А. Р. Данилин, О. О. Коврижных; Вестник ЧелГУ, 2011, № 14, 46-60;
- Автофазировка солитонов с оптимизацией; А. Е. Эльберт, А. Р. Данилин; Тр. ИММ УрО РАН, 16:2 (2010), 288—296;
- Асимптотика оптимального времени в сингулярно возмущенной линейной задаче быстродействия; А. Р. Данилин, О. О. Коврижных; Тр. ИММ УрО РАН, 16:1 (2010), 63-75;
- Асимптотика решения задачи оптимального граничного управления; А. Р. Данилин, А. П. Зорин; Тр. ИММ УрО РАН, 15:4 (2009), 95-107;
- Асимптотика оптимального значения функционала качества в линейной задаче оптимального управления в регулярном случае; А. Р. Данилин, Ю. В. Парышева; Тр. ИММ УрО РАН, 13:2 (2007), 55-65;
- Асимптотика оптимального значения функционала качества при быстростабилизирующемся непрямом управлении в регулярном случае; А. Р. Данилин; Дифференц. уравнения, 42:11 (2006), 1473—1480;
- Асимптотика оптимального значения функционала качества при быстростабилизирующемся непрямом управлении в сингулярном случае; А. Р. Данилин; Ж. вычисл. матем. и матем. физ., 46:12 (2006), 2166—2177;
- Асимптотика решений системы сингулярных эллиптических уравнений в прямоугольнике; А. Р. Данилин; Матем. сб., 194:1 (2003), 31-60;
- Аппроксимация сингулярно возмущенной эллиптической задачи оптимального управления с геометрическими ограничениями на управление; А. Р. Данилин; Тр. ИММ УрО РАН, 9:1 (2003), 71-78;
- Аппроксимация сингулярно возмущенной эллиптической задачи оптимального управления; А. Р. Данилин; Матем. сб., 191:10 (2000), 3-12;
- О структуре решения одной возмущенной задачи быстродействия; А. Р. Данилин, А. М. Ильин; Фундамент. и прикл. матем., 4:3 (1998), 905—926;
- Асимптотика ограниченных управлений для сингулярной эллиптической задачи в области с малой полостью; А. Р. Данилин; Матем. сб., 189:11 (1998), 27-60;
- Регуляризация нелинейных задач управления при возмущении ограничений; А. Р. Данилин; Изв. вузов. Матем., 1996, № 8, 34-38;
- Регуляризация задачи управления динамической системой в гильбертовом пространстве в условиях неопределенности; А. Р. Данилин; Дифференц. уравнения, 30:1 (1994), 172—174;
- Регуляризация задачи управления с ограничениями на состояние; А. Р. Данилин; Изв. вузов. Матем., 1992, № 2, 24-28;
- Об оптимальных по порядку оценках конечномерных аппроксимаций решений некорректных задач; А. Р. Данилин; Ж. вычисл. матем. и матем. физ., 25:8 (1985), 1123—1130;
- Необходимые и достаточные условия сходимости аппроксимаций линейных некорректных задач в гильбертовом пространстве; А. Р. Данилин, В. П. Танана; Ж. вычисл. матем. и матем. физ., 24:5 (1984), 633—639;
- Необходимые и достаточные услрвия сходимости конечномерных аппроксимаций метода невязки; А. Р. Данилин; Ж. вычисл. матем. и матем. физ., 22:4 (1982), 994—997;
- Об условиях сходимости конечномерных аппроксимаций метода невязки; А. Р. Данилин; Изв. вузов. Матем., 1980, № 11, 38-40;
- Об оптимальности регуляризующих алгоритмов при решении некорректных задач; В. П. Танана, А. Р. Данилин; Дифференц. уравнения, 12:7 (1976), 1323—1326;
- К семидесятилетию Арлена Михайловича Ильина; В. М. Бабич, Р. Р. Гадыльшин, А. Р. Данилин, С. Ю. Доброхотов, В. А. Ильин, Л. А. Калякин, Е. Ф. Мищенко, В. Ю. Новокшенов, Ю. С. Осипов, М. Д. Рамазанов, Н. Х. Розов, В. А. Садовничий; Дифференц. уравнения, 38:8 (2002), 1011—1016.